# Aleksiej Towarnow
Aleksiej Towarnow, ros. Алексей Товарнов (ur. 20 stycznia 1985) – rosyjski lekkoatleta specjalizujący się w rzucie oszczepem.
Mistrz świata juniorów z 2004 (wygrał z wynikiem 79,28 m). W karierze seniorskiej nie odnosi sukcesów na arenie międzynarodowej. Rekord życiowy: 82,54 (28 lutego 2013, Adler).